# Iodes cirrhosa
Iodes cirrhosa är en tvåhjärtbladig växtart som beskrevs av Porphir Kiril Nicolai Stepanowitsch Turczaninow. Iodes cirrhosa ingår i släktet Iodes och familjen Icacinaceae. Inga underarter finns listade i Catalogue of Life.